# Folke Nordström
Folke Nordström, född 22 april 1911 i Halmstads församling i Hallands län, död 19 september 1992 i Laholms församling i Hallands län, var en svensk militär.
Nordström avlade officersexamen vid Kungliga Krigsskolan 1932 och utnämndes till fänrik vid Hallands regemente samma år. Han studerade vid Kungliga Krigshögskolan 1940–1942 och blev kapten vid Hallands regemente 1942. Han tjänstgjorde vid Arméstaben 1944–1945, vid staben i V. militärområdet 1945–1948 och vid Göta trängregemente 1949–1950. Han befordrades till major 1950 och var 1950–1953 chef för Arméns underhållsskola. Han var 1954–1958 stabschef hos tränginspektören i Arméstaben, befordrad till överstelöjtnant 1955, varpå han var bataljonschef vid Skånska trängregementet 1958–1960. År 1960 befordrades han till överste och han var chef för Skånska trängregementet 1960–1971. Nordström är gravsatt i minneslunden på Laholms kyrkogård.

## Utmärkelser
- Kommendör av första klass av Svärdsorden, 6 juni 1967.[3]